# 니와 나가히데
니와 나가히데(일본어: 丹羽長秀, 덴분 4년 음력 9월 20일(1535년 10월 16일) ~ 덴쇼 13년 음력 4월 16일(1585년 5월 15일))는 센고쿠 시대부터 아즈치모모야마 시대까지의 무장·다이묘이다. 오다씨의 가신이다.